# 吕宫府
吕宫府位于江苏省常州市天宁区前北岸64号，为清代状元吕宫晚年居于常州的府第，原东西分别邻管干贞故居和东坡书院，南北则贯通前后北岸，分别至顾塘河和白云溪河（现均已填没，分别为延陵西路和迎春步行街）。建筑原有八进，今存后五进，中路每进为面阔五间的硬山造砖木结构厅堂，东西两侧以夹弄贯穿相连，唯第三进以均为二层的主楼和厢楼（面阔三间）相连成院。原建筑年久失修已成危房，现状为2006年10月至2007年5月翻建复原，现为常州国家非物质文化遗产博览苑。